# (500468) 2012 TD226
(500468) 2012 TD226 es un asteroide perteneciente al cinturón de asteroides, descubierto el 9 de octubre de 2007 por el equipo del Mount Lemmon Survey desde el Observatorio del Monte Lemmon, Arizona, Estados Unidos.

## Designación y nombre
Designado provisionalmente como 2012 TD226.

## Características orbitales
2012 TD226 está situado a una distancia media del Sol de 3,056 ua, pudiendo alejarse hasta 3,359 ua y acercarse hasta 2,752 ua. Su excentricidad es 0,099 y la inclinación orbital 9,454 grados. Emplea 1951,56 días en completar una órbita alrededor del Sol.

## Características físicas
La magnitud absoluta de 2012 TD226 es 16,9. 